# 穆亨

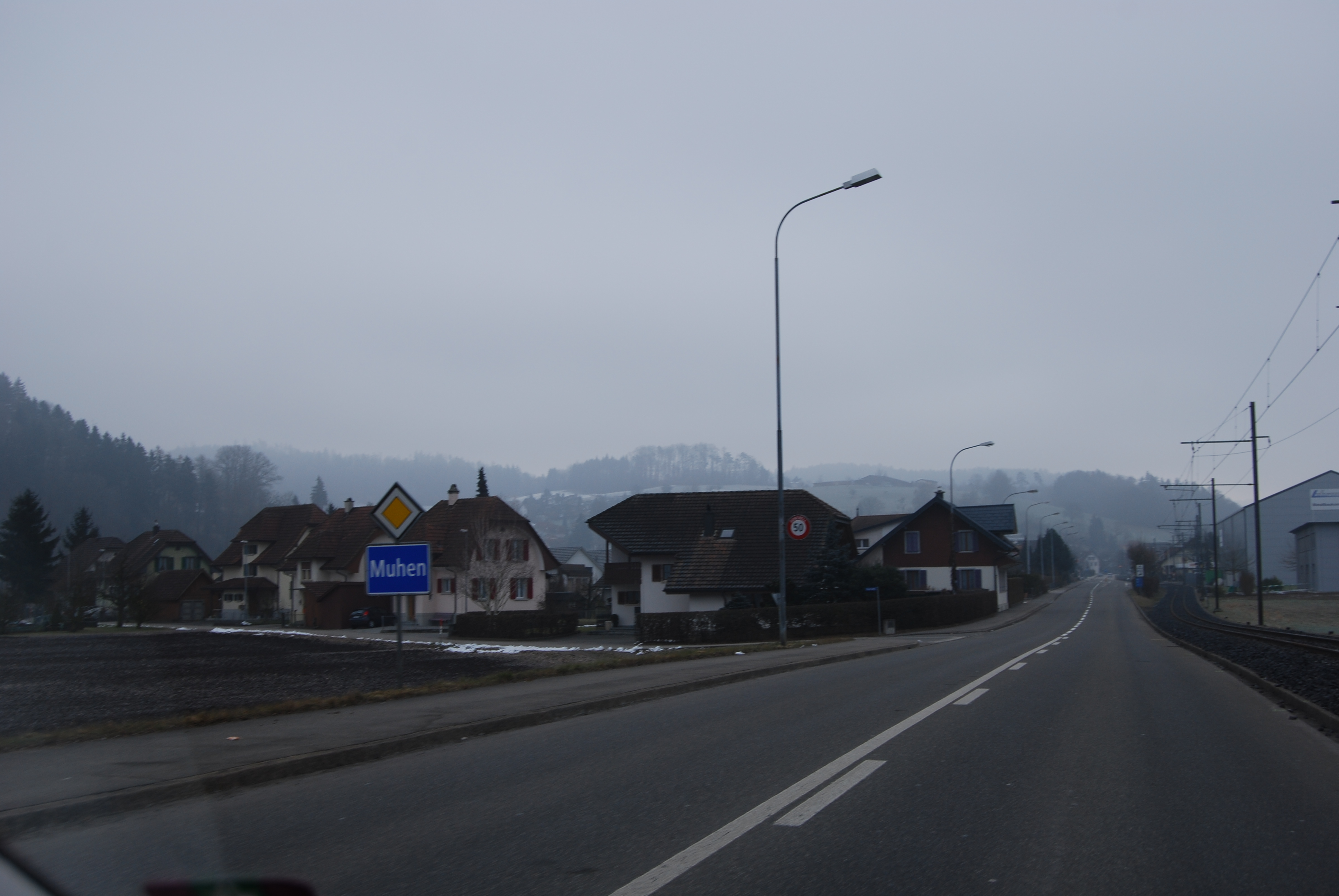

穆亨（Muhen）是瑞士的城鎮，位於該國北部，由阿爾高州負責管轄，面積7.02平方公里，海拔高度433米，2012年人口3,673，六成半人口信奉基督教，人口密度每平方公里523人。